# Ecnomus tjurupensis
Ecnomus tjurupensis är en nattsländeart som beskrevs av Georg Ulmer 1951. Ecnomus tjurupensis ingår i släktet Ecnomus och familjen trattnattsländor. Inga underarter finns listade i Catalogue of Life.